# زهران ممداني
زُهران كوامي معمداني (18 أكتوبر 1991-) هو ناشط اشتراكي و‌سياسي أمريكي. يشغل عضوية الحزب الديمقراطي والديمقراطيين الاشتراكيين في أمريكا، ويمثل الدائرة السادسة والثلاثين في جمعية ولاية نيويورك عن منطقة كوينز، وذلك منذ عام 2021. وهو المرشح الديمقراطي المفترض لمنصب عمدة مدينة نيويورك في انتخابات عام 2025.
في عام 2025، أعلن ممداني ترشحه لمنصب عمدة مدينة نيويورك ضمن الانتخابات البلدية المقررة. يستند برنامجه الانتخابي إلى رؤية تقدمية تركز على توسيع الخدمات العامة وتعزيز العدالة الاقتصادية في المدينة. من أبرز ملامح برنامجه دعم توفير الحافلات مجاناً لسكان نيويورك، وتجميد الإيجارات في المساكن الخاضعة لقوانين الاستقرار الإيجاري، وإنشاء متاجر بقالة مملوكة من قبل البلدية بهدف مكافحة ارتفاع الأسعار وضمان الأمن الغذائي في المناطق ذات الدخل المحدود.
أثارت مواقفه المتعلقة بالقضية الفلسطينية جدلاً واسعاً، خصوصاً دعمه لحركة المقاطعة وسحب الاستثمارات وفرض العقوبات المعروفة بـ BDS، إضافة إلى تأكيده أن معاداة الصهيونية لا تُعد شكلاً من أشكال معاداة السامية. وقد قوبلت هذه المواقف بانتقادات من بعض الجهات المؤيدة لإسرائيل، بينما حظيت بتأييد من أطراف متعددة داخل التيار التقدمي في الولايات المتحدة.

## الحياة المبكرة والتعليم
ولد زهران ممداني في كمبالا، بأوغندا. والده هو محمود ممداني، وهو أستاذ جامعي أوغندي من أصل هندي وبروفيسور للدراسات الأفريقية والاستعمار والعلوم السياسية في جامعة كولومبيا، ووالدته هي ميرا ناير، وهي مخرجة أفلام أمريكية من أصول هندية. أُطلق عليه الاسم الأوسط كوامي نسبةً إلى كوامي نكروما، أول رئيس وزراء لغانا.
انتقل ممداني مع عائلته إلى مدينة كيب تاون في جنوب أفريقيا عندما كان في الخامسة من عمره، حيث التحق بمدرسة سانت جورج في المدينة، بينما كان والده يعمل أستاذاً في جامعة كيب تاون. انتقلت العائلة إلى مدينة نيويورك عندما كان ممداني في السابعة من عمره، وتخرج من مدرسة بنك ستريت للأطفال ومن مدرسة برونكس الثانوية للعلوم. تلقى ممداني تعليمه في كلية بودوين، حيث كان عضوا مؤسسا لفرع مدرسته من منظمة"طلاب من أجل العدالة في فلسطين". تخرج في عام 2014 بدرجة البكالوريوس في الدراسات الأفريقية. أصبح ممدامي مواطنًا أمريكيًا متجنسًا في عام 2018.

## حياة مهنية
بعد قيادته حملات تنظيم الطلاب، انخرط زهران ممداني في العمل السياسي. في عام 2015، تطوع في حملة علي نجمي الانتخابية التي لم تنجح في الانتخابات الخاصة لدائرة المجلس البلدي الـ23 في مدينة نيويورك. في عام 2017، انضم إلى الاشتراكيين الديمقراطيين في أمريكا وعمل في الحملة غير الناجحة للمرشح لمجلس مدينة نيويورك خضر اليتيم، القس اللوثري من أصل فلسطيني والاشتراكي الديموقراطي الذي ترشح عن بروكلين. كان ممداني مدير الحملة الانتخابية لروس باركان في محاولته غير الناجحة للحصول على مقعد في مجلس الشيوخ بولاية نيويورك في عام 2018. عمل أيضًا كمنظم ميداني لحملة الاشتراكية الديمقراطية تيفاني كابان غير الناجحة في عام 2019 لمنصب المدعي العام لمنطقة كوينز.

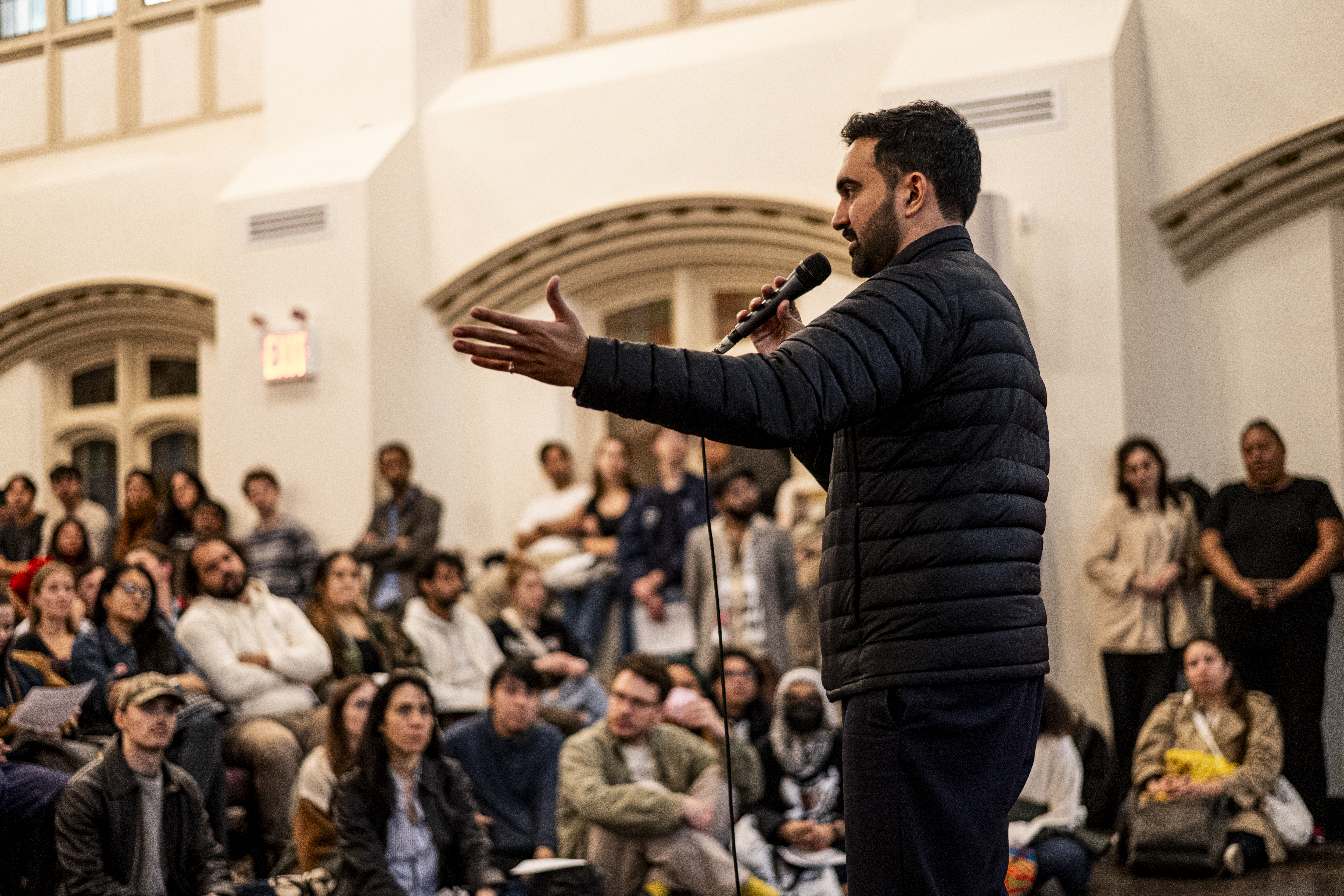
زهران ممداني يتحدث في اجتماع الاشتراكيين الديمقراطيين في أمريكا في كنيسة القرية في مدينة نيويورك، في 11 نوفمبر 2024

### جمعية ولاية نيويورك

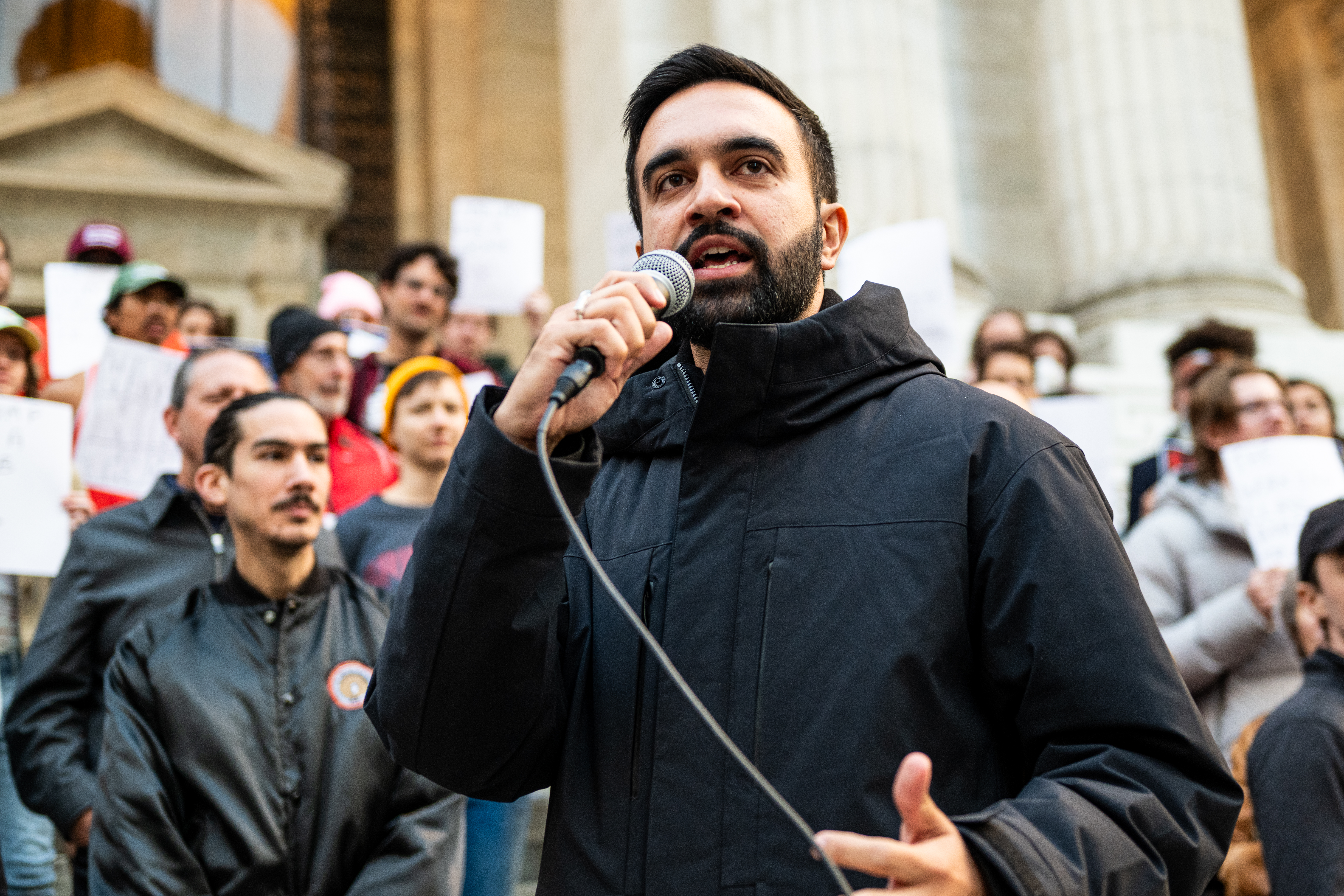
زهران ممداني في تجمع مقاومة الفاشية في براينت بارك في 27 أكتوبر 2024

في أكتوبر من عام 2019، أعلن ممداني ترشحه لعضوية جمعية ولاية نيويورك عن الدائرة السادسة والثلاثين، التي تشمل منطقتي أستوريا ولونغ آيلاند سيتي في كوينز، نيويورك. أيده الاشتراكيون الديمقراطيون في أمريكا  وترشح على أساس إصلاح الإسكان وإصلاح الشرطة والسجون والملكية العامة للمرافق. استغرق إعلان فوز ممداني في الانتخابات التمهيدية التي أُجريت في يونيو 2020 قرابة شهر، وذلك بعد أن تمكن من هزيمة النائبة الديمقراطية المخضرمة أرافيلّا سيموتاس، التي كانت تشغل المقعد منذ أربع ولايات متتالية،  وفاز في الانتخابات العامة دون معارضة جمهورية في نوفمبر 2020. أعيد انتخاب ممداني دون أي معارضة في عامي 2022  و2024.
اعتبارا من يناير 2025، ممداني عضو في اللجن التالية:
- لجنة رعاية الأشخاص المسنين
- لجنة المدن
- لجنة قانون الانتخابات
- لجنة الطاقة
- لجنة الضرائب العقارية
- الكتلة التشريعية للسود والبورتوريكيين واللاتينيين والآسيويين
- فرقة العمل البورتوريكية/الهسبانية
- فرقة العمل الأمريكية الآسيوية والمحيط الهادئ
- فرقة العمل المعنية بالأمريكيين الجدد [31]

اعتبارًا من مايو 2025، كان زهران ممداني الراعي الأساسي لـ20 مشروع قانون في جمعية ولاية نيويورك، وشارك أيضاً كراعي مشارك في 238 مشروع قانون آخر.

### الانتخابات التمهيدية لعمدة مدينة نيويورك 2025
في 23 أكتوبر 2024، أعلن ممداني أنه سيخوض السباق لمنصب عمدة مدينة نيويورك في عام 2025.
إذا فاز بانتخابات العمدة، فسيكون أول عمدة مسلم لمدينة نيويورك.

## وجهات النظر السياسية
بدأ زهران ممداني يعتبر نفسه اشتراكياً ديمقراطياً بعد الحملة الرئاسية التي خاضها بيرني ساندرز عام 2016. هو عضو في منظمة الاشتراكيين الديمقراطيين في أمريكا، التي تُعد أكبر منظمة اشتراكية في الولايات المتحدة.

### رعاية الأطفال والتعليم
يدعم زهران ممداني إنشاء نظام شامل لرعاية وتعليم الأطفال في مرحلة ما قبل الروضة، يضمن الوصول المجاني والعادل لجميع الأطفال. وقد اقترح إعطاء جميع الأسر الجديدة في مدينة نيويورك "سلال أطفال" تحتوي على منتجات الأطفال مثل الحفاضات ولوازم الرضاعة. قدم ممداني مشروع قانون لإلغاء إعفاء جامعة نيويورك وجامعة كولومبيا (وهي جامعات خاصة) من ضريبة الأملاك الحكومية وتوجيه تلك الأموال نحو الجامعات العامة التي تعاني من نقص التمويل.

### الجريمة
يؤمن ممداني بأن زيادة أعداد قوات الشرطة ومعدلات السجن لا تُسهم بشكل فعّال في منع الأذى أو تعزيز الأمان العام، ويعتقد أن "العمل الكريم، والاستقرار الاقتصادي، والأحياء المزودة بالموارد والخدمات" هي الوسائل الأجدى لتحقيق الأمن المجتمعي الحقيقي. دعا ممداني إلى اتباع نهج أكثر اعتمادًا على المجتمع للحد من الجريمة، مع التركيز على برامج التوعية للمشردين. كما اقترح إنشاء إدارة للسلامة المجتمعية بهدف توسيع نطاق خدمات الصحة العقلية.

### الإسكان
دافع ممداني عن وضع حد أقصى لزيادات الإيجارات، وتعزيز حماية حقوق المستأجرين، وإنشاء وكالة لتطوير الإسكان الاجتماعي تتولى بناء مساكن منخفة التكلفة مملوكة للقطاع العام.

### القضية الفلسطينية
يدعم ممداني حركة المقاطعة وسحب الاستثمارات وفرض العقوبات (BDS) ويعتقد أن معاداة الصهيونية ليست معاداة للسامية. عندما طُلب من ممداني تأكيد أو نفي "حق إسرائيل في الوجود كدولة يهودية"، صرّح بأن لإسرائيل الحق في الوجود كدولة تقوم على "المساواة في الحقوق".
في أوائل عام 2023، قدّم ممداني مشروع قانون بعنوان «ليس بأموالنا: قانون إنهاء تمويل نيويورك لعنف المستوطنين الإسرائيليين»، والذي ينص على حظر المنظمات الخيرية المسجلة في الولاية من تقديم التبرعات للجهات التي تدعم المستوطنين الإسرائيليين غير الشرعيين في الأراضي الفلسطينية المحتلة. في نوفمبر 2023، انضم ممداني إلى سينثيا نيكسون في إضراب عن الطعام لمدة خمسة أيام خارج واشنطن العاصمة دعماً لوقف إطلاق النار الفوري ومعارضة دعم الرئيس بايدن لإسرائيل في حربها في غزة. وفي عام 2024 أقام إفطارًا لوقف إطلاق النار في غزة خلال شهر رمضان.
في عام 2025، امتنع زهران ممداني عن التوقيع على القرار السنوي الصادر عن جمعية ولاية نيويورك الذي يحتفي بذكرى تأسيس دولة إسرائيل. عارض هذا الإجراء بسبب تصريحه بأن إسرائيل "تواصل السعي لتحقيق السلام مع الأمن والكرامة لنفسها وجيرانها وفي جميع أنحاء العالم من أجل تحقيق نبوءة أن تصبح نورًا للأمم". أثار قراره انتقادات من عضو الجمعية سام بيرغر، الذي اتهمه بمعاداة السامية وانتقد إدانة ممداني لإسرائيل بعد هجمات 7 أكتوبر 2023 خلال حرب غزة. صوت ممداني لصالح قرار إحياء ذكرى الهولوكوست في عام 2025.

### الضرائب
يدعم زهران ممداني رفع ضريبة الدخل على أعلى واحد في المئة من دافعي الضرائب في ولاية نيويورك بهدف جمع 20 مليار دولار لتمويل التعليم المجاني في جامعات مدينة نيويورك الحكومية وجامعات ولاية نيويورك الحكومية، وتوفير رعاية شاملة مجانية للأطفال على مستوى الولاية، وتجميد أجور مترو الأنفاق، وتوفير حافلات مجانية تابعة لهيئة النقل الكبرى، بالإضافة إلى تعزيز حماية حقوق المستأجرين.

## الحياة الشخصية
في عام 2018، حصل ممداني على الجنسية الأمريكية. هو مسلم. تزوج من الفنانة السورية راما دوجي في بداية 2025. اعتبارًا من عام 2025، يعيش الاثنان في شقة في أستوريا.